# 林珊珊
林珊珊，原名林姍姍（英語：Sandy Lamb，1963年12月22日—），香港女歌手，曾任香港電台、商業電台節目主持，現任華納唱片非執行董事、寰亞藝人經紀高級副總裁及掌管寰亞傳媒集團旗下Lam&Lamb Entertainment Ltd。
林姍姍矮小的身材，出色的口才，機敏的反應，使其成為電台的著名DJ和主持人，與何嘉麗、鄭丹瑞的配搭，更成為香港主持界最突出的高矮组合「三個小神仙」，被譽為金牌司儀。

## 簡歷
父母、一妹二弟，弟弟為藝人林海峰及林曉峰，妹妹為林嫣嫣，另外藝人狄龍是他的舅父，表弟是譚俊彥。
林姍姍1981年於瑪利諾修院學校中學畢業，參加香港電台中文台舉辦的DJ訓練班，與鄭丹瑞及何嘉麗主持《三個小神仙》而為人熟悉。当DJ时期，由于跟不少艺人交集，所以认识不少圈内人士，包括她偶像陈百强，罗文等。1984年9月15至16日，林姍姍與陳慧嫻、李麗蕊、鮑翠薇及當時尚以唱片騎師藝名「611」進行演藝活動的林憶蓮，以香港樂壇青春少女歌手形象，於香港浸會學院大專會堂（今香港浸會大學大學會堂）合演青春音樂劇《初戀五重奏》:74。
其後，林姍姍亦曾兼任歌手及演員，推出過多張唱片，又演出電影及電視節目，但是《魔法偶像神筆由美》主唱卻敗於新秀女聲方曉虹。
1990年代，林姍姍轉為幕後，任職唱片公司。1995年加入BMG HK（現為索尼音樂娛樂（香港）所收購），初為市務總監，後任行政總裁，並開始擔任鄭伊健的經理人。其後亦曾成為BMA唱片董事總經理，管理旗下多位藝人。
2013年，林姍姍加盟林建岳旗下的寰亞傳媒集團，出任紅館藝人管理集團總裁。

## 家庭
林姍姍的舅父為電影演員狄龍（原名譚富榮），其胞弟林海峰及林曉峰亦為DJ及節目主持人，另外有一胞妹林嫣嫣，其表弟譚俊彥亦是演員。
1987-88年，林姍姍放棄演藝事業，前往美國三藩市與當時正在加州柏克萊大學就讀的前香港游泳代表李啟淦結婚，憑積蓄支持在美國的生活，並於1987年誕下女兒李澄（花名：西瓜）(Li Vanessa Jane)。其後她與李澄返回香港，1988年轉投商業電台工作，並於1989年誕下第二名女兒李怡 (Li Tiffany Joan)（花名：野人）。但李啟淦大學畢業回港後，據報導於1992年因出現第三者而宣佈離婚。她現任男友為陳少松。
2017年11月，林珊珊的一對愛女李澄與李怡接受訪問時，表示她們雖然愈大愈忙，但她們每年都會堅守家中傳統，抽時間相聚慶祝，更會交換禮物。

## 音樂作品

### 個人專輯
| 專輯 # | 專輯名稱          | 專輯類型 | 發行公司 | 發行日期      | 曲目 |
| ------ | ----------------- | -------- | -------- | ------------- | --- |
| 1st    | 心事難明          | 大碟     | 華納唱片 | 1984年        | 1. 心事難明 2. 屋頂上 3. 戀愛預告（電影《開心鬼》插曲） 4. 青春的我（電影《開心鬼》插曲） 5. 半夜想起你 6. 讓我高飛 7. 青青珊瑚島 8. 門外那是誰 9. 紫色的夢 10. 許個願望 11. 墮入情網 |
| 2nd    | 我的星座          | 大碟     | 華納唱片 | 1985年5月     | 1. 我的星座 2. 願意為情狂 3. 快樂小神仙（與鄭丹瑞、何嘉麗合唱） 4. 等你 5. 少女情懷 6. 偶然地 7. 再見Puppy Love（陳百強合唱）（電影《鬥氣小神仙》插曲） 8. 荳蔻戰 9. 天使當更 10. 踏出青春步 11. 星之碎片 12. 仍在流淚 |
| 3rd    | 曾在你懷抱        | 大碟     | 華納唱片 | 1986年3月     | 1. 曾在你懷抱（陳百強合唱） 2. A君B君C君 3. 天天都有趣 4. 大烏龜與小螞蟻（香港電台兒童故事演講比賽主題曲） 5. 夢幻偶像 6. Just Only You 7. 情像海洋 8. 把歌談心（香港電台節目《把歌談心》主題曲） 9. 夜航 10. 情苗（電影《飛虎奇兵》插曲） 11. 浮雲飄飄 12. 承諾                                                                                     |
| 4th    | 精裝林姍姍        | 大碟     | 華納唱片 | 1986年8月8日  | 1. 霧夜 2. 戀愛預告（電影《開心鬼》插曲） 3. 把歌談心（香港電台節目《把歌談心》主題曲） 4. 曾在你懷抱（陳百強合唱） 5. 星之碎片 6. 青青珊瑚島 7. 連鎖反應 8. 心中這份情 9. 天天都有趣 10. 再見Puppy Love（陳百強合唱）（電影《朱仔包與棉花糖》插曲） 11. A君B君C君 12. 我的星座                                                                      |
| 5th    | 痴心              | 大碟     | 華納唱片 | 1987年2月19日 | 1. 痴心 2. 也許當時年紀小 3. 想跟你露營 4. 黑色戒指 5. 晴天雨天 6. Rock Me Tonight 7. 點點追憶 8. 不斷懷念 9. 當日你緊握我手 10. 第二年孤獨 |
| 6th    | 勁草嬌花          | 大碟     | 華納唱片 | 1988年5月13日 | 1. 勁草嬌花 2. 出走的清晨 3. 痴心漢子 4. 無謂清醒 5. 片段心上人 6. 第三者（電影《婚外情》主題曲） 7. 不准挑剔 8. 讓我錯一次 9. 六日六夜 10. 單身貴族 11. 看著我雙眼 |
| 7th    | 突然精選          | 大碟     | 華納唱片 | 1989年4月7日  | 1. 突然（外語電影《痴情大丈夫》港版主題曲） 2. 舊風褸 3. 數個月前 4. 只要你關心 5. 出嫁的清晨 6. 再見Puppy Love（陳百強合唱）（電影《朱仔包與棉花糖》插曲） 7. 青青珊瑚島 8. 霧夜 9. 戀愛預告（電影《開心鬼》插曲） 10. 勁草嬌花 11. 痴心 12. 點點追憶 13. 也許當時年紀小 14. 曾在你懷抱（陳百強合唱）                                               |
| 8th    | 她與他            | 大碟     | 華納唱片 | 1990年7月13日 | 1. 日夕回味 2. 為瑪利亞哭泣的啞巴 3. 我這樣瞧人生 4. 某一個晚上 5. 心碎拼圖 6. 小小女人 7. 冰心 8. 媽媽,您好 9. 緣盡於此 10. 一顆痴心 |
| 9th    | Once Upon A Time… | 大碟     | 華納唱片 | 1993年        | 1. 日夕回味 2. 也許當時年紀小 3. 痴心 4. 曾在你懷抱（陳百強合唱） 5. 霧夜 6. 戀愛預告（電影《開心鬼》插曲） 7. 再見Puppy Love（陳百強合唱）（電影《朱仔包與棉花糖》插曲） 8. 勁草嬌花 9. 出嫁的清晨 10. 突然 11. 緣盡於此 12. 心中這份情 13. 把歌談心（香港電台節目《把歌談心》主題曲） 14. 星之碎片 15. 舊風褸 16. 青青珊瑚島（Remix） 17. 連鎖反應 |

### 沒有收錄於專輯內
- 清白

## 演出電影
以香港當地原始片名為主：
| 年 份  | 片 名                        | 角 色         | 備 註    |
| ------ | ---------------------------- | ------------- | -------- |
| 1984年 | 開心鬼                       | 顏如玉        |          |
| 1985年 | 鬥氣小神仙                   | 朱仔包 / 雍晴 |          |
| 1985年 | 天使出更                     |               |          |
| 1986年 | 老娘夠騷                     |               |          |
| 1986年 | 殺妻二人組                   |               |          |
| 1987年 | 不夜天                       |               |          |
| 1987年 | 意亂情迷                     |               |          |
| 1990年 | 漫畫奇俠                     |               |          |
| 1998年 | 魔法亞媽                     |               | 配音     |
| 1999年 | 星願                         |               |          |
| 2001年 | 不死情謎                     |               |          |
| 2002年 | 我老婆唔夠秤                 | 校長          |          |
| 2012年 | 我老婆唔夠秤II：我老公唔生性 | 校長          |          |
| 2013年 | 古魯家族                     | 阿家          | 粵語配音 |
| 2016年 | 賭城風雲III                  | 高菲          | 粵語配音 |
| 2025年 | 水餃皇后                     |               |          |

## 演出電視
- 無綫電視節目主持
  - 勁歌金曲（1990－1991年）
- now香港台節目主持
  - Have a Nice Day（2008年12月14日－2010年12月26日）
- now香港台節目監製
  - Home Sweet Home（2008年12月13日－2011年2月5日）
  - 快樂的eGG（2009年6月13日－9月26日）

## 演出電視劇
- 《赤沙印記@四葉草.2》(2004) 飾 葉陸素

## 資料來源
1. ↑  星島日報. . std.stheadline.com. 2024-02-20  [2024-09-03] （中文（香港））.
2. ↑  黃夏柏. . 香港: 非凡出版. 2017-10-26: 74. ISBN 9789888463138.
3. ↑  .   [2017-12-01]. （原始内容存档于2017-12-11）.

- 南都大牌檔：金牌經理人系列訪談之林姍姍
- 姍姍來詞 （页面存档备份，存于） atnext.com
- 林姍姍成功割除子宮纖維瘤 澄清非患乳癌 明報，2007年1月24日
- 回應《東周刊》患癌報道 林姍姍：出於溝通誤會[永久] 星島日報

## 外部連結
- 姍姍直播 - 林姍姍個人blog （页面存档备份，存于）